# Ducklington
Ducklington är en ort och civil parish i Storbritannien.   Den ligger i grevskapet Oxfordshire och riksdelen England, i den södra delen av landet, 100 km väster om huvudstaden London. Ducklington ligger 80 meter över havet och antalet invånare är 1 608.
Terrängen runt Ducklington är platt. Runt Ducklington är det ganska tätbefolkat, med 139 invånare per kvadratkilometer. Närmaste större samhälle är Oxford, 15,8 km öster om Ducklington. Trakten runt Ducklington består till största delen av jordbruksmark.